# 生物音響学
生物音響学（せいぶつおんきょうがく、英：Bioacoustics、独：Bioakustik）とは、（ヒト以外の動物の出す）音に関する研究であり、生物学と音響物理学との合体によって誕生した学問である。
生物音響学の研究対象としては、動物間における音や振動による意思の伝達、発音の仕組み、耳・聴覚器官の機能と形態、水中・空中における音の伝達、音波を用いた追跡、コウモリやイルカの反響定位、人工あるいは自然環境の音による動物への影響等が、挙げられる。上記の通り、生物音響学は高度に学際的な学科である。
1940年代後半から1950年代は、生物音響学の黎明期である。当学問の発展に寄与した人物としては、オーストリア＝ハンガリー帝国（現スロヴェニア）出身の生物学者であるイワン・レーゲン（1868～1947）や、ドイツ出身の生物学者であるアルブレヒト・ファーバー（1903～1986）等が挙げられる。
水中生物の生物音響学は、水中生物音響学と呼ばれる。鯨類だけでなく、ペンギンの水中での狩りや魚による様々な方法での発音が確認されている。

## 関連図書
- 赤松友成著『イルカはなぜ鳴くのか』（文一総合出版、1996年）
- 海洋音響学会編『海洋音響の基礎と応用』（成山堂書店、2004年）
- 宮武頼夫編著『環境Eco選書 5　昆虫の発音によるコミュニケーション』（北隆館、2011年）
- バーニー・クラウス著『野生のオーケストラが聞こえる　―サウンドスケープ生態学と音楽の起源』（伊達淳訳、みすず書房、2013年）
- 日本音響学会編、赤松友成、木村里子、市川光太郎共著『音響サイエンスシリーズ 20　水中生物音響学　―声で探る行動と生態―』（コロナ社、2019年）
- 高梨琢磨、土原和子文、福井利佐絵『むしたちの　おとの　せかい』（福音館書店、2019年）
- 生物音響学会編『生き物と音の事典』（朝倉書店、2019年）
- R・マリー・シェーファー著『新装版　世界の調律　―サウンドスケープとは何か』（鳥越けい子ほか訳、平凡社、2022年）

### 学会・団体
- 海洋音響学会
- 生物音響学会
- 日本音響学会
- 日本昆虫科学連合
- 日本サウンドスケープ協会
- 日本動物学会
- 日本動物行動学会
- 日本動物心理学会